# Félix Pérez Cardozo (Paraguay)
Félix Pérez Cardozo es uno de los distritos del Departamento de Guairá, Paraguay. Se encuentra, aproximadamente, a 186 kilómetros de la Ciudad de Asunción. 

## Historia
Fue fundado en 1773 por el entonces gobernador español de Paraguay Agustín Fernando de Pinedo, oriundo de Burgos. Inicialmente fue conocido con el nombre de Hyaty, que viene del guaraní Y'haty y significa "donde confluyen las aguas". 
En 1957, el Poder Ejecutivo decretó el cambio de su denominación a Félix Pérez Cardozo, en honor al célebre arpista paraguayo nacido en este lugar.

## Geografía
Es regado por el río Tebicuarymí, y por su afluente el arroyo Mitay, en sus suelos existen algunos esteros. 
Tiene una superficie de 159 kilómetros cuadrados. Limita al norte con el Departamento de Caaguazú, del cual se encuentra separado por el río Tebicuarymi; al sur con Itapé y Villarrica; al este con Yataity del Guairá; y al oeste con Coronel Martínez.

## Clima
La temperatura media anual es de 22 °C ; su máxima en verano asciende a 38°/39 °C y en invierno suele llegar a 0°. Llueve abundantemente en los meses de octubre y noviembre. Julio y agosto, son los meses que tienen menor registro de lluvia; los otros meses mantienen un promedio de 138 mm de precipitaciones que llegan una media anual de 1.600 mm.

## Economía
Sus habitantes se dedican al cultivo de yerba mate y caña de azúcar. En cuanto a la actividad ganadera se dedican a la cría de ganado vacuno, porcino y equino.

## Transportes
Para los traslados internos se cuentan con ómnibus de pequeña capacidad. La principal vía de comunicación terrestre es el ramal de la Ruta PY01 que une Paraguari a Villarrica, capital del Departamento, y además con la ciudad de Asunción, capital del Paraguay. 

## Turismo
El río Tebicuarymí, que bordea gran parte del área de Félix Pérez, es apto para la pesca. Este distrito, es uno los que cuentan con artesanías en ao po'i y en arte indígena.
Cada 15 de septiembre se celebra el Festival Cuna del Arpa en conmemoración de su fundación. Dicho evento alberga unas 5000 personas con ensambles de arpa locales y de Villarrica y artistas invitados de otros géneros .